# Savely Schleifer
Savely Schleifer est un artiste peintre né à Odessa, alors dans l'Empire russe, le 17 septembre 1881 et mort en déportation à Auschwitz après le 14 septembre 1942.

## Biographie
Savely Shleifer naît de parents juifs, Yankel Tsuko Tsalovich et Sima Movshovna Shleifer, propriétaires d'une entreprise de fabrication de peinture. Dans son acte de naissance, il est enregistré comme Tsalel Yankel-Tsukovich Shleifer. 
Diplômé de l'École d'art Grekov d'Odessa en 1903, il poursuit son éducation artistique à Saint-Pétersbourg. Il y suit notamment l'enseignement d'Ilia Répine. Après avoir dû revenir à Odessa pour raison de santé, il part pour Paris en 1905 où il poursuit ses études et expose au Salon des indépendants ainsi qu'à celui des Tuileries. Il commence alors à bénéficier d'une réputation flatteuse. De retour à Saint-Pétersbourg en 1907, il travaille pour le théâtre et réalise notamment le décor de la pièce Les Enfants du soleil de Maxime Gorki.
Il participe à la Première Guerre mondiale au sein d'une unité spéciale où sa mission consiste, avec d'autres artistes, à créer des camouflages afin de tromper l'ennemi. Il retourne à Saint-Pétersbourg à la fin de la guerre. Il y enseigne et réalise en parallèle des décors pour le cinéma. De cette époque datent de nombreux paysages ruraux et portraits de paysans.
Il quitte l'URSS pour la France en 1927, en compagnie de son épouse. Il poursuit à Paris son activité d'enseignement, expose et continue de travailler pour l'industrie cinématographique.
En juin 1941, dès la déclaration de guerre de l'Allemagne à la Russie, il est arrêté comme ressortissant d'une puissance ennemie et interné au camp de Royallieu à Compiègne où il continue de peindre, en particulier des scènes de la vie du camp, des natures mortes et des portraits. Il y organise même des expositions, avec d'autres artistes tels qu'Isis Kischka, Jacques Gotko et David Hoychman. Seul Kischka survivra à la guerre, parvenant à sauver des œuvres de Schleifer. Celui-ci est transféré à Drancy puis à Auschwitz en septembre 1942. Il y mourra à une date imprécise.